# El Gran Premi, a tot gas
El Gran Premi, a tot gas (títol original en anglès, Grand Prix of Europe) és una pel·lícula d'animació còmica dirigida per Waldemar Fast, creada per celebrar el 50è aniversari del parc temàtic alemany Europa-Park i protagonitzada per les mascotes del parc, Edda i Ed Euromous. Es tracta d'una coproducció internacional entre Alemanya i el Regne Unit, i és protagonitzada per les veus originals de Thomas Brodie-Sangster, Gemma Arterton, Hayley Atwell i Lenny Henry. S'ha doblat al català.
Produïda per Mack Magic i Warner Bros. Film Productions Germany, la pel·lícula es va estrenar el 24 de juliol de 2025 a Alemanya amb la distribució de Warner Bros. Pictures i al Regne Unit el 22 d'agost a càrrec de Kazoo Films.
Per promocionar la pel·lícula, es va publicar el videojoc Ed & Edda: Grand Prix – Racing Champions per a Microsoft Windows, Nintendo Switch, PlayStation 5 i Xbox Series X/S. A l'inici de la temporada del 2025, Europa-Park, abans de l'estrena de la pel·lícula a l'estiu del 2025, va inaugurar unaatracció interactiva anomenada Grand Prix EDventure.